# Сноубърд (езеро)
Езерото Сноубърд (на английски: Snowbird Lake) е 17-о по големина езеро в Северозападни територии на Канада. Площта му, заедно с островите в него е 505 км2, която му отрежда 93-то място сред езерата на Канада. Площта само на водното огледало без островите е 490 км2. Надморската височина на водата е 359 м.
Езерото се намира в югоизточната част на Северозападните територии, между езерата Касба на югоизток и Уолдайя на северозапад. Дължината му от североизток на югозапад е 55 км, а максималната му ширина – 12 км.
Сноубърд има силно разчленена брегова линия, с множество заливи, полуострови, протоци и острови с площ от 15 км2. В него се вливат множество малки реки, но изтича само една, вливаща се от запад в езерото Касба. По този начин езерото може да се смята на извор на голямата река Казан.
През краткия летен сезон Сноубърд се посещава от стотици любители на лова и риболова.
Езерото е открито вероятно от Самюъл Хиърн, служител на компанията „Хъдсън Бей“ през 1771 г. по време на похода му на север към река Копърмайн.
За първи път е изследвано и картирано през 1894 г. от канадския геолог и картограф Джоузеф Тирел.